# Віваріум (фільм)
«Віваріум» (англ. Vivarium) — науково-фантастичний фільм 2019 року, знятий режисером Лорканом Фіннеганом, за оповіданням Фіннегана і Гаррета Шенлі.
Світова прем'єра фільму відбулася 18 травня 2019 року на Каннському кінофестивалі, він вийшов як відео на замовлення 27 березня 2020.
Молода пара, бажаючи купити будинок, опиняється у передмісті, де все фальшиве і звідки немає виходу. Загадкові володарі цього місця змушують їх ростити свою дитину.

## Сюжет
Молода пара Том і Джемма хочуть купити будинок. Вони відвідують Мартіна — дивного агента з нерухомості, який розповідає їм про новий проєкт. Джемма і Том виїжджають разом з Мартіном на забудову Йондер, де стоять однакові приміські будинки. Це місце тихе, порожнє і виглядає потойбічним. Мартін показує парі будинок № 9 і зникає. Пара намагається виїхати звідти, але губиться; кожен маршрут повертає їх до дому. Зрештою в машині закінчується бензин, і вони вирішують залишитися на ніч в будинку.
На наступний ранок Том по драбині забирається на дах будинку і бачить, що будинки Йондера, судячи з усього, простягаються в нескінченність. Пара вирішує слідувати безпосередньо за сонцем через двори, сподіваючись використати його як орієнтир і вибратися з Йондера, але наприкінці дня все одно виходять до будинку № 9. Навпроти дому вони знаходять посилку, всередині якої знаходяться розфасована їжа і предмети першої необхідності. У люті Том підпалює будинок № 9, сподіваючись використати пожежу як сигнальне багаття. Спостерігаючи за пожежею, пара поступово засинає. Прокинувшись на ранок, вони виявляють посилку з живим немовлям-хлопчиком всередині, а також те, що будинок цілий і неушкоджений, як ніби пожежі і не було. Напис на посилці з немовлям говорить: «виростите дитину і будете вільні». Пара змушена жити в будинку № 9. Їжа і все необхідне з'являється в посилках перед будинком. Психологічний і фізичний стан мешканців будинку № 9 поступово погіршується. Вся навколишня природа, будинок, сонце на небі — виглядають штучними. Том виявляє, що земля під ногами також явно неприродного походження і починає копати яму, намагаючись дістатися до справжнього ґрунту і починаючи чути з-під землі якісь звуки. Він стає одержимим цим заняттям.
Всього за три місяці дитина виростає до приблизно семирічного віку, але з дорослим голосом, і поводитися неадекватно, лякаючи батьків. Хлопчик постійно вимагає до себе підвищеної уваги, дивиться на дивні мінливі візерунки по телевізору, а потім і зовсім починає кудись зникати з дому. Джемма і Том не розуміють куди він зникає. В один з моментів Том вирішує заморити хлопчика голодом, але Джемма не дає цього зробити. Емоційна дистанція, яка з'явилася між Томом і нею, підштовхує її до дитини. Одного разу хлопчик зникає, а з'являється вже з дивною книгою. Джемма намагається з'ясувати, хто подарував йому цю книгу, просячи зобразити його, після чого хлопчик приймає лячну фізичну форму. Том і Джемма поступово все більше слабшають, їхній психологічний стан погіршується.
Хлопчик виростає в дорослого чоловіка. Під час розкопок Том виявляє висохле тіло в мішку для трупів. Вибравшись з ями і намагаючись знайти Джемму, Том зовсім слабшає і згодом вмирає у Джемми на руках. Джемма просить «хлопчика» допомогти, на що той приносить мішок для трупів, в який поміщає тіло Тома і скидає у викопану тим яму. Джемма спробувала вбити «сина», але не змогла завдати йому істотної шкоди. Намагаючись наздогнати його, Джемма потрапляє в дивний нескінченний коридор, бачить низку будинків, де живуть пари, схожі на них, після чого потрапляє назад в будинок № 9. Пізніше Джемма теж вмирає. «Хлопчик» ховає її в ямі поруч з Томом і залишає будинок. Він стає агентом з нерухомості, замінивши Мартіна, який вже постарів і вмирає. В агентство заходить чергова пара, яка вибирає собі будинок.

## У ролях
| Актор            | Роль   |
| ---------------- | ------ |
| Джессі Айзенберг | Том    |
| Імоджен Путс     | Джемма |

## Сприйняття
На Rotten Tomatoes фільм отримав 72 % схвальних відгуків критиків з середньою оцінкою 6,6/10. Згідно з консенсусом критиків сайту, «„Віваріум“ може спантеличувати майже так само часто, як і інтригувати, але цей добре зіграний гібрид наукової фантастики та жахів має цікаві ідеї — і стильно їх досліджує». На Metacritic фільм має середньозважений бал 64 зі 100, що свідчить про «загалом схвальні відгуки».
Стеф Ґрін у The Indiependent стверджував, що «Віварій» демонструє крихкість американської мрії, але в ньому забагато речей, які дратують, а не інтригують. Діалоги пласкі, сюжетні повороти незрозумілі, а ідея, яку намагається донести фільм, уже була неодноразово подана в інших творах, особливо Сема Шепарда.
Марк Кермод у The Guardian зробив висновок, що штучний, дещо абсурдний світ, куди потрапляють Том і Джемма, є прикриттям для доволі простої ідеї, що «споживацтво споживає нас». Цікавіше спостерігати за розпадом пари Тома та Джемми, що починають як безтурботні молоді закохані, а перетворюються на наляканих, виснажених людей, заручників верескливої дитини, яка імітує кожне їхнє слово та жест.
Джойс Слейтон на Common Sense Media винесла вердикт, що інтригуючий сетинг, вражаюча візуальна складова та зловісний звуковий дизайн роблять цей науково-фантастичний фільм уривчасто захопливим, але його задум вичерпується на середині. Фільм нагадує епізод «Сутінкової зони» і півгодинний формат підійшов би «Віварію» краще.